# Gadames
Gadames ili Ghadamis (arapski: غدامس‎; berberski: Ghdams / ɛadēməs; libijski: Ġdāməs) je grad u oazi u zapadnoj Libiji. Nalazi se oko 549 km jugozapadno od Tripolija, na samoj tromeđi granica s Alžirom i Tunisom; zapravo on čini granicu libijske pokrajine Ouargla, Alžira i tuniškog guvernata Tataouine. Danas grad ima oko 7.000 stanovnika, uglavnom Berbera.
Stari grad koji je opasan zidinama, poznat kao "Biser pustinje", je upisan 1986. godine na UNESCO-ov popis mjesta svjetske baštine u Africi kao jedan od najstarijih saharskih gradova koji je primjer naselja tradicionalne arhitekture. Prije je svaki od sedam klanova koji žive u Gadamesu posjedovao jednu njegovu četvrt s osobnim javnim trgom gdje su održavali svoje festivale, no 1990-ih stanovništvo je deložirano i Starom gradu danas prijeti urušavanje zbog neodržavanja građevina. God. 2016. Stari grad Gadames je upisan i na popis ugroženih mjesta svjetske baštine zbog Libijskog građanskog rata, prisutstva naoružanih skupina, već načinjene i mogućih budućih oštećenja lokaliteta

## Legenda o imenu
Prema arapskoj predaji oazu je otkrio jedan sluga kojem je gospodar naredio da se uputi u pustinju i pronađe kamp gdje su on i njegovi imali piknik dan prije. Sluga je pronašao stvari, ali kad se spremao poći kopito njegovog konja je probilo zemlju i ukazala se voda. Zbog toga je oaza dobila ime Ghada-ams (ar. za "ručak-jučer"). Bilo kako bilo, oaza je svakako razlog nastanka grada.

## Povijest
Najstariji zapis o Gadamesu je iz rimskih vremena kada je bio poznat kao Cydamus, vjerojatno prema berberskom plemenu Tidemensi iz Fezana. God. 19. pr. Kr., za vladavine cara Augusta, rimski prokonzul Lucije Kornelije Balb Mlađi je osvojio Cydamus, ali stalni vojni garnizon je ustanovljen tek za cara Septimija Severa, a postoji vjerojatnost da ju je i sam Car posjetio 202. godine kada je obilazio svoju rodnu Leptis Magnu. No, samo nekoliko desetljeća kasnije, tijekom tzv. "Krize 3. stoljeća", Rimljani su se povukli iz grada.
Nakon što su ga pokrstili bizantski misionari u 6. stoljeću je u oazi osnovana biskupija. Do konca 7. stoljeća njime su vladali Arapi, a stanovništvo je prešlo na islam. Od tada, pa sve do 19. stoljeća, Gadames je odigrao važnu ulogu u trans-saharskoj trgovini. Trgovci iz Gadamesa su bili poznati po cijeloj Sahari. U svim drugim važnim mjestima, poput Timbuktua u Maliju, postoji ulica koja se zove po Gadamesu, a kroz koju su karavane prolazile na putu za Gadames. Otuda se trgovalo raznom robom. Iz subsaharske Afrike je dolazilo drago kamenje, zlato, srebro, slonovača, datulje i nojevo perje, a u drugom smjeru je išlo staklo i venecijanski papir (npr. za vjerske tekstove), biseri iz Pariza i lan iz Marseillea.
1970-ih vlada je izvan zidina Starog grada izgradila nove kuće, no stanovnici su se ljeti vraćali u Stari grad jer je bio bolje izgrađen za podnošenje vrućina.

## Znamenitosti
Iako nije sačuvana nijedna građevina iz proto-berberskog ili rimskog razdoblja, Gadames se odlikuje izvanrednom stambenom arhitekturom koja je prilagođena potrebama stanovanja u vrućim pustinjskim uvjetima. Prije svega kuće su imale iznimno debele zidove kako bi sačuvale svježinu, a kuće na granici grada su spojile zidove u gradske zidine s pokojim tornjem, gradksim vratima i bastionima. Kuće su podijeljene na katove različitih namjena: prizemlje je služilo za skladištenje, prvi kat za stanovanje, potom natkrivene aleje, gotovo poput podzemne mreže hodnika; i na kraju gornje otvorene spojene terase za žene.
Na ovaj način stvorena su tri kata cijeloga grada. Donji je bio mreža mračnih uskih prolaza između kuća gdje su se muškarci sastajali u natkrivenim arkadama, srednji dijelovi su bili privatni i odvojeni, dok su terase kuća tvorile zapravo otvorene ulice i trgove grada gdje su se sastajale žene, potpuno skrivene od muških pogleda.
Cijeli grad je izgrađen od lokalnih materijale, poput glinene opeke, kamena i drveta palmi. Bijela boja zidova je dobivena premazivanjem krečom i time su svjetle prostorije još više isticale jednostavnost ukrasa na zidovima, njihovim gipsanim nišama, prozorima i predmetima.
- Kuća na ulazu u Stari grad
- Toplice unutar Starog grada
- Suvenirnica tradicionalnih ukrasa
- Ulica Starog grada
- Staro groblje

## Vanjske poveznice
- "Gadames, Libija"[neaktivna poveznica] Falling Rain Genomics, Inc. (engl.)